# Laufferiella steini
Laufferiella steini là một loài ruồi trong họ Tachinidae.